# Greg Baker
Gregory Baker (Saint Paul, 16 aprile 1968) è un attore televisivo statunitense.

## Biografia
Ha lavorato in serie televisive quali Sports Night. È apparso come guest star in altri telefilm come Three Sisters, West Wing e Bones apparendo per pochi episodi o talvolta in uno soltanto.
Al cinema ottiene ruoli come comparsa in Tutte le ex del mio ragazzo del 2004 e in Un uomo qualunque. Qualche anno dopo interpreta l'insegnante di storia nel telefilm Hannah Montana diventando così più conosciuto.
Ha lavorato nelle stagioni di I'm in the Band, un telefilm comico in onda sul canale satellitare Disney XD e replicato su Disney Channel, interpretando il ruolo del bassista degli Iron Weasel.

## Filmografia parziale

### Filmografia
- Un uomo qualunque (He Was a Quiet Man), regia di Frank A. Capello (2007)

### Televisione
- Hannah Montana - serie TV, 8 episodi (2006-2009)
- Bones - serie TV, episodio 2x18 (2007)
- I'm in the Band - serie TV, 36 episodi (2009-2011)

## Doppiatori italiani
Nelle versioni in italiano delle opere in cui ha recitato, Greg Baker è stato doppiato da:
- Roberto Stocchi in Bones, I'm in the Band
- Luca Dal Fabbro in Hannah Montana